# Ditja bolšovo goroda
Ditja bolšovo goroda (Дитя большого города) è un film del 1914 diretto da Evgenij Bauėr.